# 쿠라카우틴
쿠라카우틴(스페인어: Curacautín)는 칠레 아라우카니아 주 마예코 현의 코무나이다.